# پنه‌لوپه لایولی
پنه‌لوپه لایولی (انگلیسی: Penelope Lively؛ زادهٔ ۱۷ مارس ۱۹۳۳) نویسنده اهل بریتانیا است.
وی همچنین برندهٔ جوایزی همچون جایزه ادبی من بوکر شده‌است.